# Strymon fumosa
Strymon fumosa är en fjärilsart som beskrevs av De Sagarra 1927. Strymon fumosa ingår i släktet Strymon och familjen juvelvingar. Inga underarter finns listade i Catalogue of Life.